# Agus (futbolista)
Agustín García Íñiguez (Bonete, Albacete, 3 de mayo de 1985), conocido como Agus, es un exfutbolista español. Jugaba como defensa y su último equipo fue el ATK Kolkata.

## Trayectoria
Comenzó a jugar al fútbol en Albacete e ingresó rápidamente en las categorías inferiores del Albacete Balompié. La temporada 2004/05 la terminó jugando en el primer equipo y pudo debutar en Primera División. Fue en la 32.ª jornada y su equipo perdió por 1-2 frente al Málaga C. F. en el estadio Carlos Belmonte. Como anécdota, él formaba parte de la defensa del Albacete Balompié a la que Leo Messi marcaba su primer gol con el primer equipo del FC Barcelona. El Albacete terminó la temporada descendiendo a Segunda División.
Durante el verano de 2005, el Real Madrid C. F. se hizo con los servicios de Agus para incorporarlo a su primer filial a cambio de 600 000 euros. En su primera temporada con el Real Madrid Castilla C. F., en la que se hizo con la titularidad en el centro de la defensa, logró la permanencia en Segunda División. En la campaña 2006/07 el Castilla descendió a Segunda División B y la directiva del conjunto blanco decidió cederlo al R. C. Celta de Vigo, donde fue titular indiscutible a las órdenes de Hristo Stoichkov durante la campaña 2007/08. En la temporada 2008/09 regresó al Real Madrid Castilla.
En la campaña 2009/10 fue traspasado al Córdoba C. F., que se hizo con el 50% de sus derechos, y firmó un contrato por tres temporadas. 
Fichó en la temporada 2011/12 por la A. D. Alcorcón y se convirtió en el segundo jugador que más minutos disputó con el conjunto alfarero, sólo superado por el portero Manu Herrera. 
El 31 de agosto de 2015 se hizo oficial su fichaje por el Albacete Balompié, club en el que había debutado como profesional. Firmó un contrato que le unía al equipo hasta junio de 2018.
En enero de 2016 recibía una oferta de la MLS y se desvinculaba del club manchego para firmar por el Houston Dynamo.
En julio de 2017, el jugador anunciaba su fichaje por el Esbjerg fB danés. 

## Clubes
| Club                       | País           | Año       |
| -------------------------- | -------------- | --------- |
| Albacete Balompié "B"      | España         | 2004-2005 |
| Real Madrid Castilla C. F. | España         | 2005-2007 |
| R. C. Celta de Vigo        | España         | 2007-2008 |
| Real Madrid Castilla C. F. | España         | 2008-2009 |
| Córdoba C. F.              | España         | 2009-2011 |
| A. D. Alcorcón             | España         | 2011-2012 |
| Orduspor                   | Turquía        | 2012-2013 |
| R. C. D. Mallorca          | España         | 2013-2015 |
| Albacete Balompié          | España         | 2015      |
| Houston Dynamo             | Estados Unidos | 2016-2017 |
| Esbjerg fB                 | Dinamarca      | 2017-2018 |
| Nea Salamina               | Chipre         | 2018-2019 |
| ATK Kolkata                | India          | 2019-2020 |